# Mołdawia na Letnich Igrzyskach Paraolimpijskich 2012
Mołdawię na Letnich Igrzyskach Paraolimpijskich 2012 w Londynie reprezentowało 2 zawodników. 
Był to piąty start reprezentacji Mołdawii na Letnich igrzyskach paraolimpijskich.

## Kadra

### Podnoszenie ciężarów
Mężczyźni
| Zawodnik     | Kategoria | Wynik  | Pozycja |
| ------------ | --------- | ------ | ------- |
| Stefan Rosca | do 75 kg  | 167 kg | 9.      |

Kobiety
| Zawodnik           | Kategoria  | Wynik                           | Pozycja |
| ------------------ | ---------- | ------------------------------- | ------- |
| Larisa Marinenkova | do 67,5 kg | Nie zaliczyła żadnego podejścia | -       |